# 丁月娥
丁月娥（？年—1360年），回回人，當塗縣人（今安徽省東部）人，元朝末年人，父親馬祿丁為武昌府達魯花赤。

## 生平
丁月娥年少聰慧，時常聽她幾位兄長誦說經史，通曉倫常大義。長大後嫁給江蘇蕪湖的葛通甫。丁月娥到葛家後，侍上撫下，一秉禮法。長輩盧氏率家中諸位婦女，聆聽丁月娥的教誨。
明太祖渡江第六年，至正二十年（公元1360年），陳友諒東征明太祖，盧氏說：「太平有城郭，而且有重兵防守，可以保護大家。」於是讓丁月娥帶領諸位婦女到太平城避難。可是不久，陳友諒攻陷太平城。丁月娥感嘆說：「我生長在詩禮之家，絕對不會失節於賊軍！」於是抱幼女跳河自殺。諸位婦女跟隨丁月娥跳河的有九人，當時正是夏季天氣最熱的時候，屍體七日不浮，後來鄉人將她們合葬，題曰十女墓。十女墓位於蕪湖縣東四十里的徳政鄉。

## 弟
- 丁鶴年，幼通經史，皆丁月娥所教導。明朝詩人。[6][7]

## 評價
- 烏斯道：「月娥不忍處寇境死，以素習禮義，諸婦諸女之死，以素化於禮義。以禮義死，安於生也。始一人自以死而九人亦相與俱，何化之深耶！是則九人者，一月娥也。自是而遠邇化其風者，豈無其人。奚止九人而已，然不惟感諸人也。至若屍七日而不腐毒暑，又豈非精氣感鬼神，鬼神為 翊其靈歟？嗚呼！異哉。」《春草齋集·丁月娥傳》

## 延伸阅读
[在维基数据编辑]
 《明史卷三百〇一》，出自《明史》
 《新元史/卷245》，出自柯劭忞《新元史》